# Wahlbezirk Kärnten 10
Der Wahlbezirk Kärnten 10 war ein Wahlkreis für die Wahlen zum Abgeordnetenhaus im österreichischen Kronland Kärnten. Der Wahlbezirk wurde 1907 mit der Einführung der Reichsratswahlordnung geschaffen und bestand bis zum Zusammenbruch der Habsburgermonarchie.

## Geschichte
Nachdem der Reichsrat im Herbst 1906 das allgemeine, gleiche, geheime und direkte Männerwahlrecht beschlossen hatte, wurde mit 26. Jänner 1907 die große Wahlrechtsreform durch Sanktionierung von Kaiser Franz Joseph I. gültig. Mit der neuen Reichsratswahlordnung schuf man insgesamt 516 Wahlbezirke, wobei mit Ausnahme Galiziens in jedem Wahlbezirk ein Abgeordneter im Zuge der Reichsratswahl gewählt wurde. Der Abgeordnete musste sich dabei im ersten Wahlgang oder in einer Stichwahl mit absoluter Mehrheit durchsetzen. Der Wahlkreis Kärnten 10 umfasste die Gerichtsbezirke  Spittal, Greifenburg, Winklern, Obervellach und Gmünd.
Aus der Reichsratswahl 1907 ging aus der Stichwahl Otto Steinwender als Sieger hervor. Bei der Reichsratswahl 1911 konnte Steinwender sein Mandat in der Stichwahl verteidigen.

## Wahlergebnisse

### Reichsratswahl 1907
Die Reichsratswahl 1907 wurde am 14. Mai 1907 (erster Wahlgang) sowie am 23. Mai 1907 (Stichwahl) durchgeführt.

#### Erster Wahlgang
| Kandidat                                                                    | Partei                             | Wahlkreis- stimmen | Stimmen- anteil |
| --------------------------------------------------------------------------- | ---------------------------------- | ------------------ | --------------- |
| Otto Steinwender                                                            | Deutsche Volkspartei               | 3078               | 45,7 %          |
| Josef Krampl                                                                | Christlichsoziale Partei           | 2865               | 42,5 %          |
| Josef Gabriel                                                               | Sozialdemokratische Arbeiterpartei | 786                | 11,7 %          |
| Sonstige                                                                    |                                    | 7                  | 0,1 %           |
| Wahlberechtigte: 8169, Ungültige/Leere Stimmen: 38, Wahlbeteiligung: 82,9 % |                                    |                    |                 |

#### Stichwahl
| Kandidat                                                              | Partei                   | Wahlkreis- stimmen | Stimmen- anteil |
| --------------------------------------------------------------------- | ------------------------ | ------------------ | --------------- |
| Otto Steinwender                                                      | Deutsche Volkspartei     | 3606               | 96,8 %          |
| Josef Krampl                                                          | Christlichsoziale Partei | 120                | 3,2 %           |
| Wahlberechtigte: 8169, Ungültige Stimmen: 53, Wahlbeteiligung: 46,3 % |                          |                    |                 |

### Reichsratswahl 1911
Die Reichsratswahl 1911 wurde am 13. Juni 1911 (erster Wahlgang)  sowie am 20. Juni 1911 (Stichwahl) durchgeführt.
| Kandidat                                                                    | Partei                             | Wahlkreis- stimmen | Stimmen- anteil |
| --------------------------------------------------------------------------- | ---------------------------------- | ------------------ | --------------- |
| Otto Steinwender                                                            | Deutscher Nationalverband          | 2698               | 48,7 %          |
| Ebner                                                                       | Christlichsoziale Partei           | 1605               | 29,0 %          |
| Biertopf                                                                    | Sozialdemokratische Arbeiterpartei | 1223               | 22,1 %          |
| Sonstige                                                                    |                                    | 12                 | 0,2 %           |
| Wahlberechtigte: 8683, Ungültige/Leere Stimmen: 47, Wahlbeteiligung: 64,3 % |                                    |                    |                 |

#### Stichwahl
| Kandidat                                                              | Partei                    | Wahlkreis- stimmen | Stimmen- anteil |
| --------------------------------------------------------------------- | ------------------------- | ------------------ | --------------- |
| Otto Steinwender                                                      | Deutscher Nationalverband | 3277               | 59,6 %          |
| Ebner                                                                 | Christlichsoziale Partei  | 2217               | 40,1 %          |
| Wahlberechtigte: 8683, Ungültige Stimmen: 40, Wahlbeteiligung: 63,7 % |                           |                    |                 |